# Intendencia del Cuzco
La intendencia del Cuzco fue el nombre con que se conoció a la provincia del Cuzco, una de las divisiones administrativas de la Corona española en el Virreinato del Perú. El gobernador intendente del Cuzco tenía competencia en las materias de justicia (presidía la Real Audiencia del Cuzco), hacienda (asuntos fiscales y de gastos públicos, subordinado a virrey del Perú), guerra (subordinado al virrey) y policía (fomento de la economía). Eclesiásticamente la provincia formaba parte del Obispado del Cuzco, sufragáneo de la Arzobispado de Lima.
Fue creada en 1784 y subsistió hasta 1824, año en que desapareció el Virreinato del Perú y pasó a constituir el Departamento del Cuzco dentro de la República del Perú. 
Estaba subdividida en once partidos o subdelegaciones de: Cuzco, Abancay, Aymaraes, Calca y Lares, Cotabamba, Chumbivilcas, Paruro, Paucartambo, Quispicanchis, Urubamba y Vilcabamba y Tinta.

## Historia
La intendencia fue creada en 1784 y su territorio se correspondía con el Obispado del Cuzco, excepto los corregimientos de Lampa, Azángaro, Carabaya que dependían de la Real Audiencia de Charcas y a partir de 1776 quedaron dentro del Virreinato del Río de la Plata. 
El sistema de intendencias fue establecido en el Virreinato del Perú mediante la orden real de 5 de agosto de 1783, siendo aplicada la Real Ordenanza de Intendentes del 28 de enero de 1782. El primer intendente del Cuzco fue el oidor de la Audiencia de Lima Benito de la Mata Linares, quien asumió en 1784, nombrado por el virrey Teodoro de Croix a propuesta del visitador general Jorge Escobedo y Alarcón y aprobado por el rey el 24 de enero de 1785.
Desde 1788 el presidente de la Real Audiencia del Cuzco era a la vez gobernador intendente de la intendencia del Cuzco.
El 3 de mayo de 1788, a través de una Real Cédula, se estableció la Real Audiencia del Cuzco con territorios que correspondían a las Audiencias de Lima y de Charcas.
En una comunicación al virrey Francisco Teodoro de Croix, el rey Carlos III establece el territorio jurisdiccional de la nueva Audiencia: 

(...) para mayor decoro de la ciudad del Cuzco, antigua metrópoli del Perú [...] he venido por mi real decreto de 26 de febrero del corriente año en crear una nueva en dicha ciudad del Cuzco cuyo distrito ha de comprender la extensión que aquel Obispado (cuyas provincias son las de Abancay, Azángaro, Aymaraes, Canas y Canchis o Timía, Calca, Lares, Carabaya, Masques, Chumbivilca, Cotabambas, Cuzco, Lampa, Paucartambos, Vilcabamba, Urubamba) y todas las demás provincias y territorios que con precedente informe de Jorge Escobedo, Superintendente y Delegado señalaréis vos [...].:

El virrey decidió incluir en su territorio a los partidos de Carabaya, Lampa y Azángaro pertenecientes a la Intendencia de Puno, que en 1784 había sido creada dentro del Virreinato del Río de la Plata. El 1 de febrero de 1796 la Intendencia de Puno pasó a depender del Virreinato del Perú y los partidos de Paucarcolla y Chucuito, que hasta entonces correspondían a la Audiencia de Charcas, pasaron también a la del Cuzco.
El 2 de agosto de 1814 estalló en el Cuzco una revolución comandada por los hermanos José, Vicente y Mariano Angulo, (Rebelión del Cuzco) quienes instalaron una Junta de Gobierno integrada por Mateo Pumacahua, el teniente coronel Juan Moscoso y el coronel Domingo Astete. La Junta envió tres divisiones dirigidas a Huamanga, Arequipa y La Paz. El general realista Ramírez ocupó el Cuzco el 25 de marzo de 1815. El 21 de abril dispuso las ejecuciones de la mayoría de los líderes patriotas sobrevivientes: Pumacahua, los hermanos José, Vicente y Mariano Angulo, José Gabriel Béjar, Pedro Tudela y otros. 
En 1821 fue proclamada la independencia del Perú, transformándose la intendencia en el departamento del Cuzco durante el gobierno provisorio del general José de San Martín, por ley del 26 de abril de 1822, aunque el territorio de la intendencia permaneció en manos realistas.
El 9 de diciembre de 1824 las tropas realistas son derrotadas en la batalla de Ayacucho, capitulando el virrey La Serna, pero la Real Audiencia del Cuzco desconoció esa capitulación y nombró a Pío Tristán, quien se hallaba en Arequipa, como virrey del Perú el 24 de diciembre de 1824, pero éste renunció.
El 22 de diciembre de 1824, el cabildo cuzqueño reconoció la Capitulación de Ayacucho y aceptó recibir como prefecto al general Agustín Gamarra, cusqueño de nacimiento, quien asumió el cargo el 24 de diciembre de ese año poniendo fin a la intendencia del Cuzco.
| Partido       | Cabecera        |
| ------------- | --------------- |
| Cuzco         | Cuzco           |
| Abancay       | Abancay         |
| Aymaraes      | Aymaraes        |
| Calca y Lares | Villa de Zamora |
| Cotabamba     | Cotabamba       |
| Chumbivilcas  | Santo Tomás     |
| Paruro        | Paruro          |
| Paucartambo   | Paucartambo     |
| Quispicanchis | Urcos           |
| Urubamba      | Urubamba        |
| Tinta         | Tinta           |